# Lingua sundanese

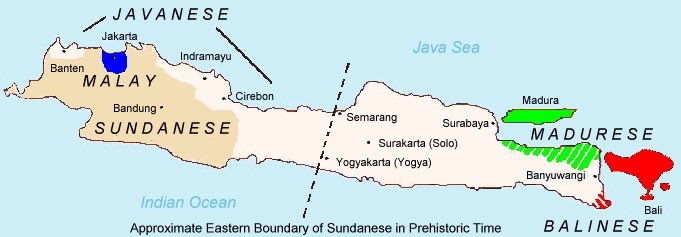
Carta dell'Isola di Giava con indicata la regione in cui si parla sundanese

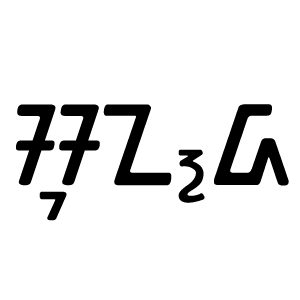
La Parola Sonda in sundanese

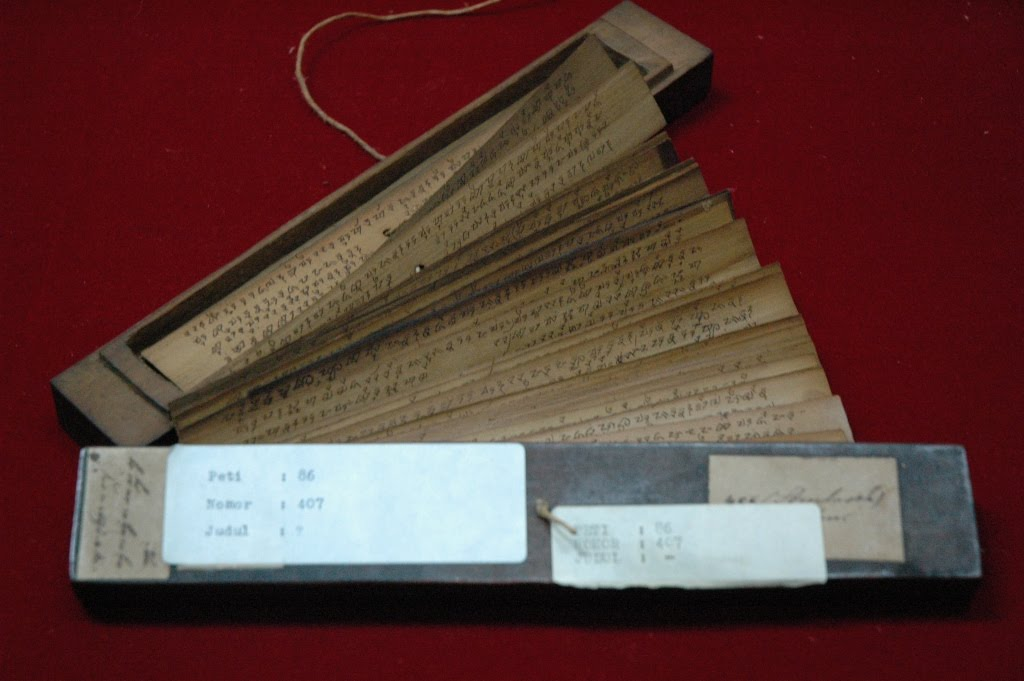
un manoscritto lontar (foglia di palma) in lingua sundanese e scrittura sundanese

La lingua sundanese o sondanese  (nome nativo Basa Sunda, nota anche come Sunda) è una lingua maleo-polinesiaca parlata in Indonesia, nella parte occidentale dell'isola di Giava.
Al 2022, è parlata da 32,4 milioni di parlanti totali.

## Distribuzione geografica
Il nome prende origine dalle Isole della Sonda e dall'etnia sundanese, ed è parlato dal 15% della popolazione dell'Indonesia.
Secondo l'edizione 2009 di Ethnologue, i locutori di sondanese censiti in Indonesia nel 2000 erano 34 milioni. Nel 2019, attesta un lieve calo a 32,4 milioni di parlanti madrelingua. Quasi tutti i parlanti di sundanese sono madrelingua.

### Lingua ufficiale
È la lingua ufficiale della più popolosa provincia indonesiana, quella di Giava Occidentale. È lingua secondaria, affiancata all'indonesiano ed al giavanese, di buona parte dell'isola di Giava, della stessa capitale Giacarta.

### Dialetti e lingue derivate
Di questa lingua esistono 4 dialetti, di cui il priagan è il più usato:
- Banten
- Bogor
- Cirebon
- Priangan

## Fonologia
Il sundanese è una lingua scritta in alfabeto latino, con un'ortografia altamente fonetica. Vi sono 5 suoni puramente vocali: a (/ɑ/), é (/ɛ/), i (/i/), o (/ɔ/), u (/ʊ/); e 2 vocali neutrali: e (/ə/), e eu (/oʊ/). I fonemi delle consonanti (18) sono resi dalle lettere p, b, t, d, k, g, c (pronunciate come /tʃ/), j, h, ng (anche ad inizio parola), ny (/ɳ/), m, n, s (/s/), w, l, r (squillanti o palatalizzate) ed y. Altre consonanti, prestate linguisticamente dall'originale indonesiano, sono diventate consonanti principali: f -> p, v -> p, sy -> s, sh -> s, z -> j, kh (/x/) -> h.

## Sistema di scrittura
Per la scrittura della lingue sundanese sono stati utilizzati vari sistemi: l'alfabeto arabo è stato utilizzato a partire dal XII secolo o dal XIII secolo; l'alfabeto sundanese è stato utilizzato fino alla metà del XVII secolo; l'alfabeto latino è in uso dalla metà del XIX secolo.